# Andrée Esposito
Andrée Esposito (née le 7 février 1934 à Hussein-Dey) est une soprano française.

## Biographie
Elle fait ses études musicales au conservatoire d'Alger, y obtenant le premier prix de chant, ainsi que le prix Aletti. Elle poursuit alors ses études au conservatoire de Paris avec Charles Panzéra et Louis Noguéra, et y remporte le prix Osiris.
Elle fait ses débuts à Metz dans le rôle de Suzel dans Le juif Polonais de Camille Erlanger. Son succès est tel qu'elle est immédiatement invitée sur toutes les scènes de province dans les rôles de soprano lyrique colorature. Elle débute à l'Opéra de Paris en 1959, dans le rôle de Violetta dans La Traviata. Elle y est ensuite Lucia, Gilda, Marguerite, Juliette, Xenia, Oscar, etc. Elle chante aussi à l'Opéra-Comique en Mireille, Philine, Micaëla, Manon, Thaïs, etc.
Andrée Esposito est aussi une mélodiste distinguée, et a participé à la création de plusieurs ouvrages contemporains d'auteurs tels que Delerue, Daniel-Lesur, Penderecki. Elle ne dédaigne pas non plus l'opérette, notamment La Chauve-Souris et La Veuve joyeuse.
Elle est mariée au baryton Julien Haas, tous deux ont enseigné au conservatoire à rayonnement régional de Marseille.
Julien Haas décéda en mars 2008.

## Discographie sélective
- Marc-Antoine Charpentier : Lamentations pour les Obsèques de la Reine Marie Thérèse,  In obitum augustissimae nec non piissimae Gallorum regina lamentum H 409 (1ère partie), Andrée Esposito, Jeanine Collard, Solange Michel, Jacques Prusvot, Louis Noguera, Henriette Roget, orgue, Chorale et Orchestre des Jeunesses Musicales de France, dir. Louis Martini. LP Pathé 1958.
- Marc-Antoine Charpentier : Miserere des Jésuites H 193, Charles-Hubert Gervais, Exaudiat Te : Martha Angelici, Andrée Esposito (d), Jeannine Collard, Solange Michel (a), Jean Giraudeau (t), Louis Noguera (b), Chorale des Jeunesses Musicales de France, Orchestre des Concerts Pasdeloup, Henriette Roget (orgue), Louis Martini, LP Pathé 1956. report CD EMI classics 2006 (uniquement le Miserere).